# Meacham-Syndrom
Das Meacham-Syndrom ist ein sehr seltenes angeborenes Fehlbildungssyndrom mit Anomalien am Zwerchfell, den Geschlechtsorganen und am Herzen.
Synonyme sind: Meacham-Winn-Culler-Syndrom; Rhabdomyomatöse Dysplasia - Kardiopathie - Genitalanomalien
Die Bezeichnung bezieht sich auf den bzw. die Erstautoren der Erstbeschreibung aus dem Jahre 1991 durch die US-amerikanischen Ärzte Lillian R. Meacham, Kevin J. Winn, Floyd L. Culler und John S. Parks.

## Verbreitung
Die Häufigkeit wird mit unter 1 zu 1.000.000 angegeben, bislang wurden weniger als 15 Betroffene beschrieben. Ein eventueller Erbgang ist nicht bekannt.

## Ursache
Der Erkrankung liegen Mutationen im WT1-Gen auf Chromosom 11 Genort p13 zugrunde, welches für ein DNA-bindendes Zinkfingerprotein kodiert.
Dieses Gen ist auch beim Denys-Drash-Syndrom und beim Frasier-Syndrom beteiligt.

## Klinische Erscheinungen
Klinische Kriterien sind:
- Manifestation im Kleinkindalter oder zur Neugeborenenzeit
- uneindeutige äußere Geschlechtsmerkmale
- Vaginalseptum, Aplasie des Uterus
- abnorme männliche Gonaden
- männlicher Pseudohermaphroditismus
- Komplexe Herzfehler mit Zyanose

## Differentialdiagnose
Abzugrenzen sind:
- Denys-Drash-Syndrom
- Beckwith-Wiedemann-Syndrom
- Simpson-Golabi-Behmel-Syndrom
- Perlman-Syndrom
- PAGOD-Syndrom

## Heilungsaussicht
Die Prognose ist schlecht, die bisher beschriebenen Patienten sind im frühen Kindesalter verstorben.